# Тутраканская битва
Тутраканская битва (2—6 сентября 1916 года) — сражение Первой мировой войны, часть Румынской кампании. Завершилось захватом крепости Тутракан и поражением румынской армии от болгарских войск.

## Битва
С вступлением Румынии в войну командование Центральных держав приняло план по разгрому Румынии. Для этого германо-болгарские войска под командованием генерала Киселёва вторглись в Южную Добруджу. Первые части 3-й болгарской армии пересекли румынскую границу 2 сентября и вскоре достигли румынских оборонительных рубежей. На их пути встала крупная румынская крепость Тутракан.
Крепость Тутракан была построена французскими инженерами в 1913 году, когда Южная Добруджа вошла в состав Румынии. В крепости имелось 151 орудие и 15 фортов. Крепость называли неприступной, однако обороняли её довольно плохо подготовленные войска, состоящие из резервистов. Командовавший 3-й румынской армией генерал Аслан на банкете союзным военным агентам заявил: «Туртукай — наш Верден. Кто — наш Верден. Кто его тронет — уколется!»
Болгарские войска при содействии немногочисленных германских частей 5 сентября после артиллерийского обстрела начали штурм фортов крепости. Несмотря на большие потери среди наступающих, к 13:00 болгарским войскам удалось захватить большую часть фортов, расположенных на главной линии обороны. Большинство румынских частей, опасаясь окружения, в панике покинули свои позиции. К вечеру 5 сентября в руках румын оставался только один форт, прикрытый артиллерией с островов и частями Дунайской флотилии. Попытка построить еще одну оборонительную линию 6 сентября провалилась, и генерал Теодореску приказал отступать.
Победители захватили 2 знамени, 480 офицеров, более 22000 солдат, 151 орудие и большое количество других трофеев. Из 25 000 германо-болгар убито и ранено было  7950 человек — 30 процентов. 